# Glenn Hubbard (Baseballspieler)
Glenn Dee Hubbard (* 25. September 1957 auf der Hahn Air Base, Rheinland-Pfalz) ist ein ehemaliger US-amerikanischer Baseballspieler in der Major League Baseball (MLB) auf der Position des Second Basemans. 1987 wurde Hubbard in das All-Star-Team der National League (NL) gewählt. Nach seiner aktiven Karriere war er First Base Coach für die Atlanta Braves.

## Werdegang
Hubbard wurde in der 20. Runde des MLB Draft 1975 von den Atlanta Braves gedraftet und spielte von 1975 bis 1977 in deren. Minor-League-Teams. Sein MLB-Debüt im Trikot der Braves gab Hubbard am 14. Juli 1978 im Alater von 20 Jahren gegen die Philadelphia Phillies. In der Begegnung spielte er als Second Baseman und hatte einen Hit. Das Spiel gewannen die Braves mit 7 zu 2.
1982 führte er die NL mit 20 Sacrifice Hits an. 1983 sollte Hubbards beste Saison werden. In dieser Spielzeit schlug er 14 Home Runs, 70 Runs Batted In (RBI), bei einer Batting Average (AVG) von .263. Im selben Jahr wurde er in das All-Star-Team der NL gewählt. Nach 10 Jahren verließ er die Braves um die letzten zwei Jahre seiner aktiven Karriere bei den Oakland Athletics zu verbringen. Bei den Athletics kam er insgesamt auf 158 Spiele, sechs Home Runs und 45 RBI bei einem Schlagdurchschnitt von .238. Sein letztes Spiel in der MLB gab er am 29. Juli 1989 im Alter von 31 Jahren gegen die Seattle Mariners. Das Spiel verloren die Athletics mit 6 zu 14.
Hubbard war von 1999 bis 2010 der First Base Coach der Atlanta Braves.